# Pożegnanie z Afryką (film)
Pożegnanie z Afryką (ang. Out of Africa) – amerykański melodramat z 1985 roku w reżyserii Sydneya Pollacka. Powstał na podstawie utworów Pożegnanie z Afryką, Cienie na trawie oraz Listów z Afryki autorstwa Karen Blixen, wydanych pod pseudonimem Isak Dinesen, Isak Dinesen: The Life of a Storyteller Judith Thurman oraz Silence Will Speak Errol Trzebinski. Film opowiada o losach Karen Blixen, prowadzącej plantację kawy w Kenii.

## Obsada
Główne role:
- Meryl Streep – Karen Blixen
- Robert Redford – Denys Finch Hatton
- Klaus Maria Brandauer – Bror Blixen/Hans Blixen
- Michael Kitchen – Berkeley Cole
- Malick Bowens – Farah
- Joseph Thiaka – Kamante
- Stephen Kinyanjui – Kinanjui
- Michael Gough – Delamere
- Suzanna Hamilton – Felicity
- Rachel Kempson – Lady Belfield
- Graham Crowden – Lord Belfield

## Nagrody i nominacje
Wybrane sukcesy:
Oscary 1986:
- Zwycięzca:
  - Najlepszy film – Sydney Pollack
  - Najlepsza reżyseria – Sydney Pollack
  - Najlepszy scenariusz adaptowany – Kurt Luedtke
  - Najlepsze zdjęcia – David Watkin
  - Najlepsza scenografia i dekoracje wnętrz – Stephen Grimes, Josie MacAvin
  - Najlepsza muzyka – John Barry
  - Najlepszy dźwięk – Chris Jenkins, Gary Alexander, Larry Stensvold, Peter Handford

- Nominacja:
  - Najlepsze kostiumy – Milena Canonero
  - Najlepszy montaż – Fredric Steinkamp, William Steinkamp, Pembroke J. Herring, Sheldon Kahn
  - Najlepsza aktorka – Meryl Streep
  - Najlepszy aktor drugoplanowy – Klaus Maria Brandauer

Złote Globy 1986
- Zwycięzca:
  - Najlepszy dramat
  - Najlepsza muzyka – John Barry
  - Najlepszy aktor drugoplanowy – Klaus Maria Brandauer

- Nominacja:
  - Najlepsza reżyseria – Sydney Pollack
  - Najlepszy scenariusz – Kurt Luedtke
  - Najlepsza aktorka dramatyczna – Meryl Streep

Nagrody BAFTA 1987
- Zwycięzca:
  - Najlepszy scenariusz adaptowany – Kurt Luedtke
  - Najlepsze zdjęcia – David Watkin
  - Najlepszy dźwięk – Tom McCarthy Jr., Peter Handford, Chris Jenkins

- Nominacja:
  - Najlepsza muzyka – John Barry
  - Najlepsze kostiumy – Milena Canonero
  - Najlepsza aktorka – Meryl Streep
  - Najlepszy aktor drugoplanowy – Klaus Maria Brandauer

## Recenzje
Krytyk Richard Combs stwierdził, że adaptacja powieści polegała w przypadku tego filmu na znajdowaniu substytutów. Według niego film przewyższył powieść pod względem narracyjnym. Napisał on, że o ile romans Blixen - Finach Hatton oparty na samych danych biograficznych mógłby stać się jedną z najpiękniejszych historii miłosnych naszych czasów, o tyle w ujęciu filmowym jest on mało sugestywnym domniemaniem. Reżyser zasypuje widza szczegółami i kaskadą zdarzeń na początku, w fazie formowania się miłości. Gdy zostaje ona już nawiązana i skonsumowana, oś fabularna załamuje się, impet narracyjny opada.
Nie do końca udało się w dziele uzyskać obraz Afryki ukazany w powieści. Według Combsa film okazał się mniej ironiczny, mniej obiektywny niż jego źródło, ponieważ tym co ważne w książce jest poczucie "niesamowitości", obcości, absurdalności, poczucie, że Europejczycy są "nie na miejscu" w afrykańskim krajobrazie.  
Silnie widoczna jest opozycja pomiędzy subtelną, mimiczną grą Meryl Streep a totalną, gwiazdorską kreacją Roberta Redforda, będącego mieszanką arystokraty z samotnym, westernowym bohaterem. Film, według Combsa, stanowił krok do przodu w obrębie swego gatunku, po zapaści lat poprzednich, reprezentowanej np. przez Bobby’ego Deerfielda autorstwa Sydneya Pollacka.
Według krytyka Ginette Delmas film skupia się na postaci Karen Blixen. Reżyser robi wszystko, by wydobyć prawdę historyczną postaci. Szczególnie drobiazgowo traktuje stosunki na linii Karen – tubylcy, które początkowo są typowo kolonialne, ale z czasem zmieniają się, bohaterka zaczyna odróżniać wspólnoty etniczne, a następnie poszczególne osoby. Dochodzi z czasem do stadium paternalizmu, mówiąc np. o "moich Kikuju". Kosztowne dla budżetu filmowego pragnienie odnalezienia autentyzmu ujawnia się m.in. w drobiazgowej rekonstrukcji wioski Kikuju z 1914, ich strojów, czy ozdób, a także używanych podówczas samochodów i infrastruktury. Odstępstwem w tym zakresie było sprowadzenie lwów z Kalifornii i posługiwanie się przez Karen językiem angielskim, a nie suahili, który znała.
Francuski krytyk François Guérif wskazał, że film staje się przede wszystkim historią miłości i odkrycia kontynentu afrykańskiego przez kobietę z Północy. U Pollacka nie występuje konflikt między tymi dwoma światami. Chciał on odnaleźć ducha kina romantycznego, od dawna przeżywającego regres. Elementem tego była postać Redforda, legendarnego awanturnika oraz Streep, kobiety nowoczesnej i romantycznej zarazem. Według Guérifa obraz jest jednak zbyt długi, nie unika powtórzeń i w wielu momentach jest nudny.